# 宇珩
宇珩（1979年9月15日—），本名鄒宇恆，馬來西亞創作女歌手，詞曲作者，唱片製作人。曾推出4張個人創作專輯，多首單曲。於台灣成立角色音樂工作室，經營詞曲版權與音樂製作。宇珩於2013年和臺灣音樂人劉嘉均註冊結婚。於2015年發掘及栽培新人林明禎來台展開其演藝事業。其弟鄒宇暉為現任民主行動黨籍的彭亨州勞勿國會下議院議員。

## 音樂歷程
原名鄒宇恆，於2007改名為宇珩。自小喜歡音樂的宇珩，在父母熏陶下輿音樂結下不解之緣。初中時期與兩位好友成立季節雨樂團，到馬來西亞東海岸多間中學參與創作交流與講座會。1995年還在就學的三位團員們於滾石唱片舉行的 "金韻民歌創作比賽" 中獲得創作組季軍，得獎歌曲為 "回響"。高中畢業後宇珩到吉隆坡修大專多媒體廣告系，期間並未停止創作。
從1997年開始在各個吉隆坡民歌餐廳開始駐唱生涯，同期的駐唱歌手亦包括阿牛、梁靜茹、張智成、菲比、黃威爾等人。駐唱時期被滾石唱片發掘，2001年正式簽約滾石唱片，從此開始歌手生涯，成為馬來西亞繼戴佩妮之後的全能創作女歌手。
代表作有梁靜茹 [會呼吸的痛] 與 [你會不會], 張智成 [詩人] , 丁噹 [一半] , 楊丞琳 [掛失的青春], 王心凌 [忘了我也不錯]，郁可唯 [幸福難不難] 等等近百首作品。
- 2001年與滾石唱片簽約，發行合輯《最美好時光》。
- 2004年與滾石唱片續約，發行首張個人創作專輯《依然是朋友》，自此以后同名主打歌曲《依然是朋友》也成了宇珩的经典代表作品。
- 2005年發行專輯《宇宙永恆 Happy Day》，同时首次进军台湾市场。
- 2006年發行專輯《2006 REAL 創作集》，同一年在马来西亚举办了个人首场迷你演唱会。
- 2007-2008年 投入幕後製作，當全職音樂人，創作不間斷。在这段期间，原定唱片公司要让宇珩进军中国市场，但是过程却是问题不断，专辑一直无法筹备，导致进军中国的计划被迫取消。
- 2009年發行單曲「留意」，收錄於《610T原創極品集》。
- 2010年與滾石唱片約滿，成立「大宇宙音樂製作」獨立音樂品牌。
- 2011年於台灣發行《從這裡到那裡》第四張全創作專輯。憑這張專輯於2011年分別奪得第11屆全球華語歌曲排行榜 馬來西亞傑出歌手獎 與 第17屆新加坡金曲獎 海外傑出歌手獎。
- 2012年發行《溫柔鋼鐵》數位單曲。
- 2014年於台灣成立「角色音樂工作室」
- 2014年發行數位單曲「不可思議」
- 2015年發掘與栽培馬來西亞新人林明禎
- 2021年發行數位單曲「风车」，這是宇珩距離上一次發行新歌已經有7年的時間！

## 專輯
| 專輯 | 發行                                                  | 專輯名稱           | 曲目 | 備註                                                 |
| ---- | ----------------------------------------------------- | ------------------ | --- | ---------------------------------------------------- |
| 1st  | 2004年6月 滾石唱片                                    | 依然是朋友         | 1. 依然是朋友 2. 微笑的理由 (宇恒/梁静茹) 3. 不小心 4. Everything Is Fine 5. 实现爱情 6. 爱是最好的藉口 7. 星期三的约会 8. 11楼日记 9. 我没有坏心情 10. 一个人飞 11. 坏了 12. 依然是朋友 (钢琴现场演唱版) | 「微笑的理由」收录于新加坡電視劇 [完美女人]          |
| 2nd  | 2005年3月 滾石唱片                                    | 宇宙永恆 Happy Day | 1. Happy Day 2. 愛情天氣 3. 問號 4. 深呼吸 5. 噯呀 6. Everything Is Fine 7. 依然是朋友 8. 地球 9. 實現愛情 10. 微笑的理由 (梁靜茹合唱) 11. 星期三的約會                                                   | 「深呼吸」收录于萧淑慎主演的[爱与勇气]电影里为主题曲 |
| 3rd  | 2006年7月 滾石唱片、音乐通胜（出品）/环球唱片（发行） | 2006 REAL 創作集   | 1. Prelude 2. 有你多好 3. 冒险家 4. 学习 5. 就是我 6. 发行女生直觉 7. 礼物 8. 一口气爱你 9. 太了解 10. 遗失的翅膀 11. 别问爱是什么 12. Easy 13. 依然是朋友(剧场版)                                        | 「就是我」- 馬來西亞余仁生電視廣告主題曲             |
| 4th  | 2011年4月 大宇宙音樂(出品) 我董娛樂／擎天娛樂(發行)   | 從這裡到那裡       | 1. life?! 2. 夏天的告白 3. 朋友們都結婚去了 4. 你和誰在一起? 5. 50次的悔過 6. 繼續 7. 牛仔褲日記 8. 27.10.09 9:57 pm 9. 還是一個人 10. 親愛的自由 11. 那年我們廿五                                        |                                                      |
| 5th  | 2012年8月 大宇宙音樂                                  | 溫柔鋼鐵           | 1. 溫柔鋼鐵 (Feat. 蕭賀碩) 2. 最後 |                                                      |

## 其他參與的專輯
- 2001年宇恆《最美好时光》
- 2006年宇恆《愛國99》收錄歌曲《期待》
- 2006年宇恆《Simple Life》收錄歌曲《星期三的約會》
- 2009年宇珩《610T原創極品集》收錄歌曲《留意》
- 2013年《UBAH》《明天》：馬來西亞第十三屆馬來西亞大選民主行動黨、人民公正黨、馬來西亞伊斯蘭黨競選主題歌曲作曲。
- 2018年《擁抱希望》（Harapan Malaysia ）：2018年馬來西亞大選民主行動黨、人民公正黨、土著團結黨及國家誠信黨聯合競選主題曲。

## 單曲
- [2005.12.01] 快樂聖誕 (僅以數位發行)
- [2013.09.22] 永遠活在青春期 (Feat. Daydream)
- [2014.03.12] 窗 (馬航MH370祈福歌曲)
- [2014.06.16] 不可思議
- [2014.07.29] 繁星 (魔豆原創主題曲)
- [2021.09.15] 风车

## 其他創作作品
| 年份   | 歌曲                 | 演唱者 | 收錄專輯                     | 參與部分 |
| ------ | -------------------- | ------ | ---------------------------- | -------- |
| 2003年 | 詩人                 | 張智成 | Listen To Me                 | 曲       |
| 2003年 | 莫非定律             | 張智成 | Listen To Me                 | 曲       |
| 2005年 | 你不懂               | 戴麗津 | 祕密                         | 詞/曲    |
| 2005年 | 如果說               | 戴麗津 | 祕密                         | 詞/曲    |
| 2005年 | 祕密                 | 戴麗津 | 祕密                         | 詞/曲    |
| 2006年 | 掙扎                 | 張棟樑 | 主打                         | 曲       |
| 2006年 | 魚在水中游           | 泳兒   | 感應                         | 曲       |
| 2006年 | Fly To Me            | 泳兒   | 感應                         | 詞/曲    |
| 2006年 | 你最勇敢             | Twins  | 八十塊環遊世界               | 曲       |
| 2006年 | 心願                 | 欣彥   | 心願                         | 詞/曲    |
| 2006年 | 從今以後             | 欣彥   | 心願                         | 曲       |
| 2006年 | 三年                 | 欣彥   | 心願                         | 詞/曲    |
| 2006年 | 分手那一天           | 曾國輝 | VOIS                         | 詞/曲    |
| 2007年 | 會呼吸的痛           | 梁靜茹 | 崇拜                         | 曲       |
| 2007年 | 愛情密碼             | 卓文萱 | 翻滾吧！蛋炒飯電視劇原聲帶   | 曲       |
| 2008年 | 七十年後             | 陳曉東 | 星空夢遊                     | 曲       |
| 2008年 | 一句話               | 卓文萱 | 超級喜歡                     | 曲       |
| 2009年 | 長大                 | 楊青倩 | 武法舞天                     | 曲       |
| 2009年 | 少了你的房間         | 棒棒堂 | 我是傳奇                     | 曲       |
| 2010年 | 夢想紀念日           | 郁可唯 | 藍短褲                       | 曲       |
| 2010年 | 你會不會             | 梁靜茹 | 情歌沒有告訴你               | 曲       |
| 2011年 | 一半                 | 丁噹   | 未來的情人                   | 曲       |
| 2011年 | 已經與他無關         | 郁可唯 | 微加幸福                     | 曲       |
| 2011年 | 我的安東尼           | 李千娜 | 李千娜                       | 曲       |
| 2011年 | 淹死的魚             | 李宇春 | 會跳舞的文藝青年             | 曲       |
| 2011年 | I Need You           | 艾怡良 | Super! I Do!                 | 曲       |
| 2011年 | 不想放手             | 井柏然 | 井柏然 首張同名專輯          | 曲       |
| 2011年 | 給朋友的話           | 張棟樑 | 別再驚動愛情                 | 曲       |
| 2011年 | 寂寞成自然           | 張棟樑 | 別再驚動愛情                 | 曲       |
| 2012年 | 我不要再難過         | 王詩安 | 你好嗎Love Lesson            | 曲       |
| 2012年 | 離開                 | 蔡憶雯 | 單聲                         | 曲       |
| 2012年 | 幸福難不難           | 郁可唯 | 失戀事小                     | 曲       |
| 2012年 | 壞習慣               | 郁可唯 | 失戀事小                     | 曲       |
| 2012年 | 沒有人像你           | 梁靜茹 | 愛久見人心                   | 曲       |
| 2012年 | 星星太陽月亮         | 李晟   | OMG 噢買尬                   | 詞/曲    |
| 2013年 | 忘了我也不錯         | 王心凌 | 愛不愛                       | 曲       |
| 2013年 | 在路上               | 鄧子霆 | 壞習慣                       | 曲       |
| 2013年 | 薔薇                 | 丁丁   | 讓你猜                       | 曲       |
| 2013年 | Call Call Call       | 林采緹 | 女帝詔曰                     | 曲       |
| 2013年 | 萬靈藥               | 劉思涵 | 擁抱你                       | 詞/曲    |
| 2013年 | 沼澤                 | 張艾亞 | 搶手貨                       | 曲       |
| 2014年 | Valentine's Day      | 潘映竹 | 潘映竹 首張EP                | 曲       |
| 2014年 | 拳擊手               | 雲美鑫 | 喜馬拉雅                     | 曲       |
| 2014年 | 喜馬拉雅             | 雲美鑫 | 喜馬拉雅                     | 詞/曲    |
| 2014年 | 一個人還是想著一個人 | 曾沛慈 | 我是曾沛慈 I'm Pets          | 曲       |
| 2014年 | 想聽聽你說謊         | 金莎   | 想聽聽你說謊                 | 曲       |
| 2014年 | Mr. Smile            | 林采緹 | Becos                        | 曲       |
| 2014年 | 離譜                 | 黃宥傑 | 達文西的左手                 | 曲       |
| 2014年 | 沒有時間。感傷       | 黃啟銘 | 看不見的愛                   | 曲       |
| 2015年 | 自力更生的星球       | 顏慧萍 | 自力更生的星球               | 曲       |
| 2015年 | 掛失的青春           | 楊丞琳 | 雙丞戲                       | 曲       |
| 2015年 | 幸福離開了我們       | 梁文音 | 漫情歌                       | 曲       |
| 2015年 | 時間會做的事         | 任家萱 | 3.1415                       | 曲       |
| 2015年 | 不想有遺憾           | 郭靜   | 這一切 還是迷人的            | 曲       |
| 2015年 | 蘇菲的大提琴         | 吳亦帆 | 魔女                         | 曲       |
| 2015年 | 冒險愉快             | 林明禎 | 冒險愉快                     | 曲       |
| 2015年 | 不佔有               | 林明禎 | 冒險愉快                     | 曲       |
| 2016年 | 你會怎麼記得我       | 林逸欣 | 你會怎麼記得我               | 曲       |
| 2016年 | 快樂約定             | 林明禎 | 快樂約定                     | 曲       |
| 2017年 | 無罪                 | 朦朧   | 于朦朧 The First Mini Album  | 曲       |
| 2017年 | 不是不愛             | 林明禎 | #Me                          | 曲       |
| 2017年 | 偏愛                 | 曾沛慈 | 我愛你 以上                  | 曲       |
| 2019年 | Just Do What I Want  | 邵雨薇 | 微雨                         | 曲       |
| 2020年 | 天地無我             | 俞更寅 | 網劇《原來是花男城啊》片尾曲 | 曲       |
| 2021年 | 自己之謎             | 金池   | 電視劇《生活家》插曲         | 曲       |
| 2021年 | 今天，半永久         | 梁靜茹 | 梁靜茹EP 《時光隨想‧三日思》 | 曲       |
| 2022年 | 最痛的痛快           | 郁可唯 | Dear Life                    | 曲       |
| 2023年 | 被耽誤的             | 徐暐翔 | 躍                           | 曲       |

## 獎項&入圍
2004年
- 入圍全球華語歌曲排行榜 < 大馬最佳傑出歌手獎 > 8強歌手之一
- 入闱全球华语歌曲排行榜［最受欢迎新人奖］
- 入围2004TVB8金曲榜最佳女新人奖

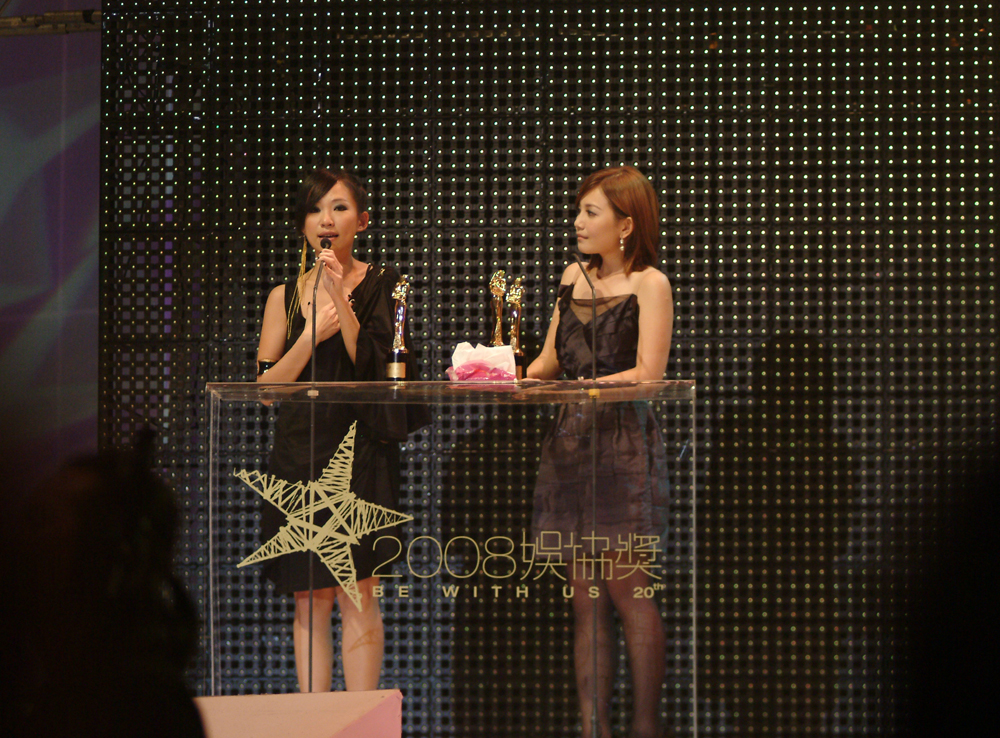
寫給梁靜茹的會呼吸的痛榮獲2008娛協獎十大金曲

- 为张智成创作的［诗人］荣获马来西亚娱协奖［最佳原创歌曲奖国际组］20大金曲之一

2005年
- 入围大马全球华人卓越金艺新人奖
- 入围大马全球华人最受欢迎大马金艺女歌手
- 入围大马全球华人最受欢迎创作金艺女歌手
- 为张智成创作的［诗人］荣获2005年十大歌星颁奖礼最佳作曲奖
- 入圍 [第五屆全球華語歌曲排行榜] 大馬最受歡迎女歌手、大馬最受歡迎創作歌手和年度25大金曲獎
- 作品[深呼吸] 榮獲[第五屆全球華語歌曲排行榜]年度25大金曲之一

2006年
- [依然是朋友] 入围爱FM《我们的排行榜》10周年十大至爱金曲奖
- [依然是朋友] 荣获爱FM《我们的排行榜》10周年十大至爱金曲奖
- [深呼吸]入围2006马来西亚娱协奖为20大金曲
- [实现爱情]入围2006马来西亚娱协奖最佳编曲奖
- 荣获2006马来西亚娱协奖最佳新人奖-银奖

2008年
- ［2006 REAL 创作集］入闱娱协奖年度最佳流行音乐专辑奖
- ［学习］入闱最佳音乐录影带奖
- ［会呼吸的痛］入闱20强国际组金曲奖
- ［学习］荣获最佳音乐录影带奖
- ［会呼吸的痛］荣获国际组金曲奖

2011年
- 荣获第11届全球华语歌曲排行榜馬來西亞傑出歌手獎
- ［一半］荣获第11届全球华语歌曲排行榜最佳作曲奖
- 第17届新加坡金曲奖海外傑出歌手（馬來西亞）

2012年
- ［從這裡到那裡］入闱娱协奖年度最佳流行音乐专辑奖
- ［Life?!］荣获娛協獎本地组金曲奖20強
- ［朋友們都結婚去了］入闱娛協獎本地组金曲奖20強
- ［Life?!］入圍娛協獎最佳音乐录影带奖
- 入圍娛協獎傳媒推薦大獎

2015年
- [不鏽鋼] 榮獲2015年娛協獎 十大原創金曲(國際組)

## 外部連結
- 宇珩的Facebook專頁
- 宇珩的Instagram帳戶
- 宇珩的新浪微博
- 宇珩 國際官方後援會